# SuperDraft de la MLS
El SuperDraft de la MLS es un evento anual que organiza la Major League Soccer donde los equipos deben seleccionar a los jugadores que se han graduado de la universidad o de otra manera han sido firmados por la liga. 

## Historia
El SuperDraft fue instituido en 2000, como una combinación de la Escuela Proyecto de la MLS, en el que los jugadores que se gradúan de la universidad fueron seleccionados, y el proyecto de consulta MLS, en el que fueron elegidos como los demás actores. 

## Estructura
El proyecto se divide en cuatro rondas de dieciséis selecciones, el orden de la que es determinada por una combinación de los playoffs de los equipos y las posiciones de la temporada regular, con el equipo que terminó último tiene el derecho a la primera selección, o en su defecto el equipo de expansión.
El orden de elección se establece de acuerdo con el siguiente procedimiento
- El Equipo de expansión obtiene la primera elección automáticamente.
- Los equipos que no se clasificaron para postemporada son ordenados según su récord de temporada regular.
- Los equipos eliminados en playoffs serán ordenados en relación con la ronda en la que hayan sido eliminados.
- Los ganadores de la MLS Cup son situados en la última posición de cada ronda, mientras que los subcampeones serán los penúltimos en elegir.

## Jugadores Elegidos en Primer Lugar del SuperDraft
| Draft | Jugador            | Equipo de la MLS                          | Universidad/Proyecto/Club                               | Imagen |
| ----- | ------------------ | ----------------------------------------- | ------------------------------------------------------- | ------ |
| 2000  | Steve Shak         | MetroStars                                | Universidad de California en Los Ángles                 |        |
| 2001  | Chris Carrieri     | San Jose Earthquakes                      | Universidad de Carolina del Norte                       |        |
| 2002  | Chris Gbandi       | Dallas Burn                               | Universidad de Connecticut                              |        |
| 2003  | Alecko Eskandarian | D.C. United                               | Universidad de Virginia                                 |        |
| 2004  | Freddy Adu         | D.C. United                               | Proyecto-40                                             |        |
| 2005  | Nikolas Besagno    | Real Salt Lake                            | Generación Adidas                                       |        |
| 2006  | Marvell Wynne      | New York Red Bulls                        | Universidad de California en Los Ángeles                |        |
| 2007  | Maurice Edu        | Toronto FC                                | Universidad de Maryland                                 |        |
| 2008  | Chance Myers       | Kansas City Wizards                       | Universidad de California en Los Ángeles                |        |
| 2009  | Steve Zakuani      | Seattle Sounders                          | Universidad de Akron                                    |        |
| 2010  | Danny Mwanga       | Philadelphia Union                        | Universidad Estatal de Oregón                           |        |
| 2011  | Omar Salgado       | Vancouver Whitecaps FC                    | Generación Adidas                                       |        |
| 2012  | Andrew Wenger      | Montreal Impact                           | Universidad de Duke                                     |        |
| 2013  | Andrew Farrell     | New England Revolution                    | Universidad de Louisville                               |        |
| 2014  | Andre Blake        | Philadelphia Union                        | Universidad de Conecticut                               |        |
| 2015  | Cyle Larin         | Orlando City                              | Universidad de Conecticut                               |        |
| 2016  | Jack Harrison      | Chicago Fire (traspasado a New York City) | Universidad de Wake Forest                              | 🫩🫩🫩🫩🫩  |
| 2017  | Abu Danladi        | Minnesota United                          | Universidad de California en Los Ángeles                |        |
| 2018  | João Moutinho      | Los Angeles FC                            | Universidad de Akron                                    |        |
| 2019  | Frankie Amaya      | FC Cincinnati                             | Universidad de California en Los Ángeles                |        |
| 2020  | Robbie Robinson    | Inter de Miami                            | Universidad Clemson                                     |        |
| 2021  | Daniel Pereira     | Austin FC                                 | Instituto Politécnico y Universidad Estatal de Virginia |        |
| 2022  | Ben Bender         | Charlotte FC                              | Universidad de Maryland                                 |        |
| 2023  | Hamady Diop        | Charlotte FC                              | Universidad Clemson                                     |        |
| 2024  | Tyrese Spicer      | Toronto FC                                | Universidad Lipscomb                                    |        |
| 2025  | Manu Duah          | San Diego FC                              | Universidad de California en Santa Bárbara              |        |